# Kleinheppach
Kleinheppach im Remstal ist ein Ortsteil von Korb in Baden-Württemberg mit circa 1.750 Einwohnern. Die Dörfer Kleinheppach und weiter abwärts Großheppach, das zur Nachbarstadt Weinstadt gehört, liegen am Heppach, einem im Ortsbereich von Kleinheppach heute weitgehend unterirdisch verdolten Bach, der im Nachbarort von rechts in die untere Rems mündet. Der Hausberg Kleinheppachs ist der Kleinheppacher Kopf, ein westlicher Sporn der zu den Berglen zählenden Buocher Höhe über der tieferen, zum Neckarbecken gehörenden Waiblinger Bucht, zu welcher der Ort selbst gehört. Auf diesem findet alljährlich an Christi Himmelfahrt und am darauffolgenden Sonntag das traditionelle Bergfest statt, das über die Grenzen des Remstals hinaus bekannt ist.

## Geschichte

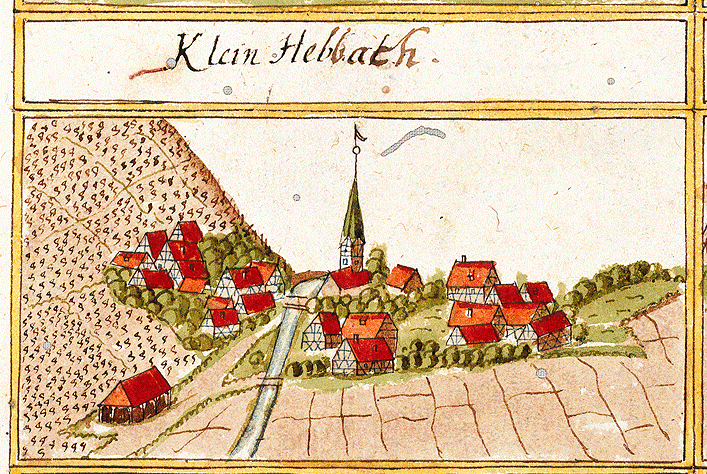
Kleinheppach (Andreas Kieser, 1686)

Kleinheppacher Kopf

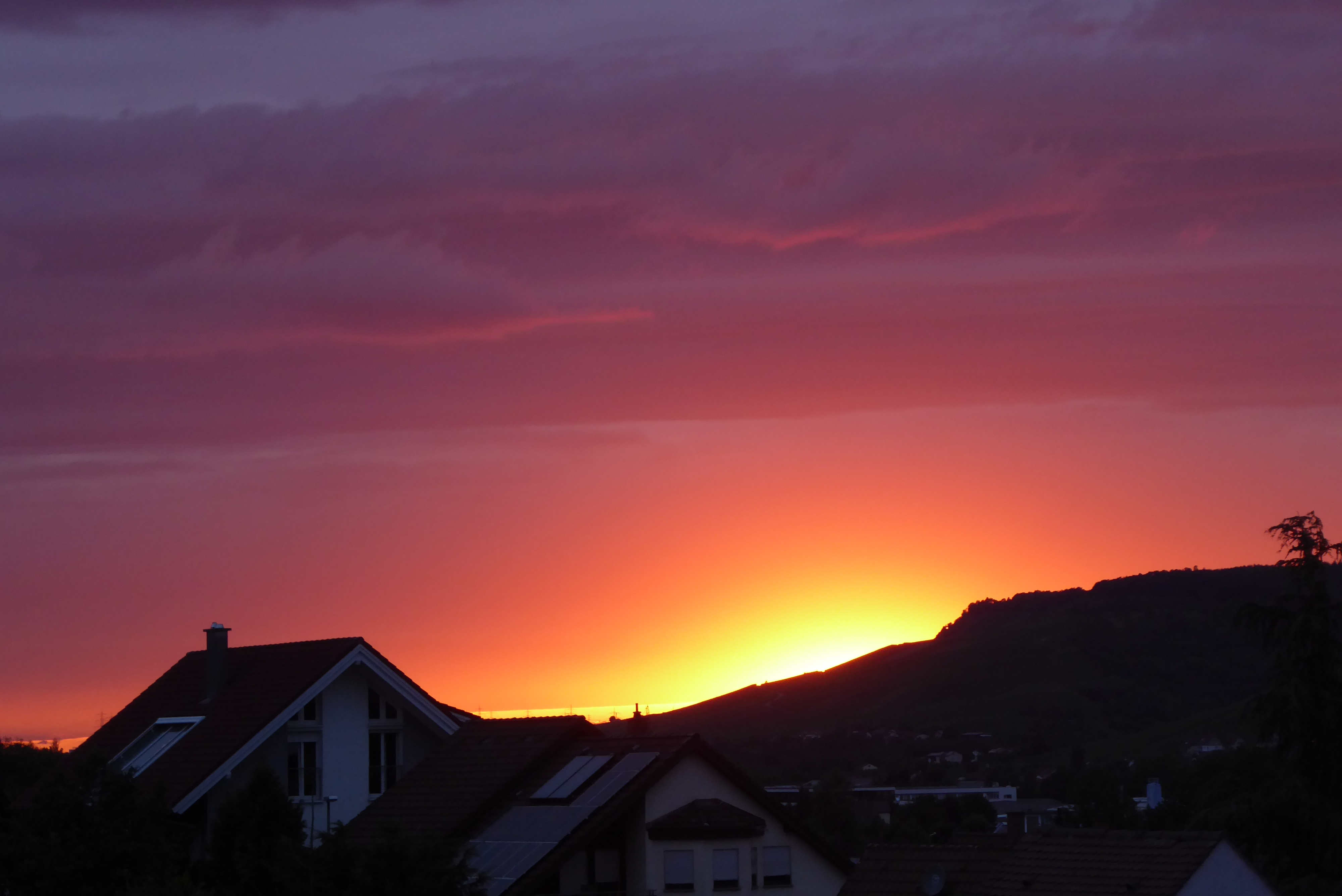
Sonnenuntergang hinter dem Kleinheppacher Kopf

Großheppach und Kleinheppach entstanden als gemeinsamer Ausbauort des 9. Jahrhunderts (bei der Gründung galt noch die Fronhofverfassung) und war vermutlich eine von Waiblingen aus erfolgte Gründung. Der Ort hat seinen Namen von dem Bach, der damals schon Heckebach oder Heggebach hieß, was für einen Bach zwischen Hecken steht; das Dorf- und Flurbild des Mittelalters war geprägt durch die vielen Hecken, die als Zäune dienten. Die ältesten Schreibweisen des Ortsnamens sind Hegnesbach (1236) und Hegbach (1365). Als eigenständig greifbarer Ort taucht Kleinheppach zunächst als Heckebach superiori (1294) bzw. Obernheggebach (1297) auf.
Kleinheppach war württembergisch und zunächst dem Amt Schorndorf zugeteilt, gehörte aber ab 1718 zum Amt und späteren Oberamt Waiblingen.
1355 stifteten Schultheiß und Gemeinde zu Waiblingen eine Kaplanei, die zunächst von Steinreinach, später von einem der Gundelsbacher Brüder betreut wurde. Nach der Reformation in Württemberg 1535 wurde Kleinheppach kirchlich Filialgemeinde von Großheppach.
Bis 1972 war Kleinheppach eine eigenständige Gemeinde.

## Familiengeschichtliches
Über die Kleinheppacher Familien ist viel bekannt, weil die Quellenlage, auch vor dem Dreißigjährigen Krieg vergleichsweise gut ist. Eine der wichtigen Familien vor dem Dreißigjährigen Krieg war die Schultheißenfamilie Bebion. Stammvater ist der um 1520 im benachbarten Endersbach geborene Vincentz Bebion. Auch über Peter Äckerle, der 1577 aus Grunbach kommend nach Kleinheppach eingeheiratet hat, ist viel bekannt, weil sich einige Aktenkonvolute von Gerichtsverfahren, die er führte, erhalten haben. Er ist Stammvater einer Familie, die nach 1698 einige Schultheißen stellte.

## Sport
Der älteste Sportverein des Ortes war der 1911 gegründete Kraftsportverein Kleinheppach. Als erster Trainingsraum diente die Scheuer des Gasthauses Krone. Während des Ersten Weltkrieges ruhte die Vereinstätigkeit. Nach Kriegsende wurde mit 15 Mitgliedern eine Neugründung beschlossen. Die „Bärenstarken Männer“ des Sportvereins wurden 1924 in Köln Europameister im Tauziehen. Von 1925 bis 1930 war der Verein fünfmal Deutscher Meister im Tauziehen. Nach der nationalsozialistischen Machtergreifung schlief die sportliche Tätigkeit immer mehr ein. Am 22. November 1935 wurde die Auflösung des Vereins beschlossen.

## Sehenswürdigkeiten

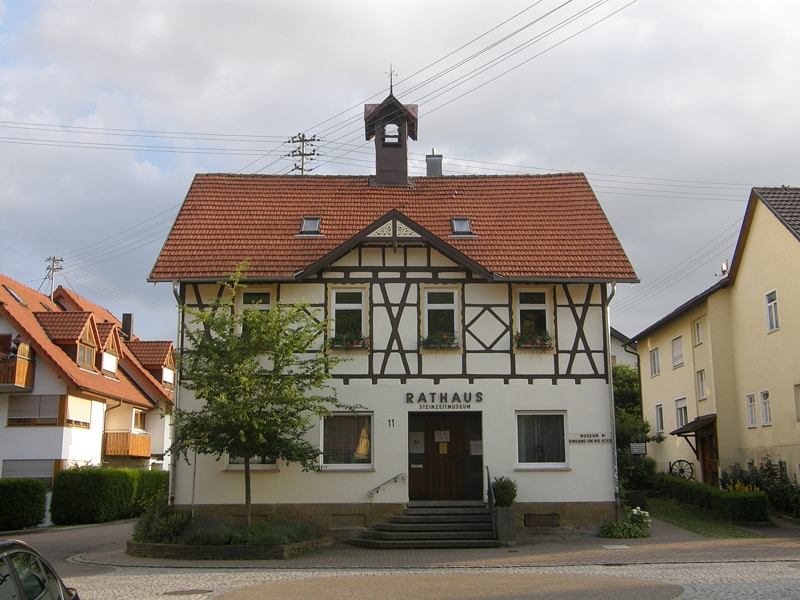
Ehemaliges Rathaus (2018 abgerissen)

Die Kirche im Ortskern stammt im Kern aus dem späten 15. Jahrhundert; ihr Turm wurde erst 1955 erbaut. Der Künstler Hans Gottfried von Stockhausen hat die sehenswerten Buntglasfenster gestaltet. Im Inneren befindet sich eine Orgel mit Holzpfeifenprospekt.
Das Steinzeitmuseum Korb-Kleinheppach ist im neu erbauten Dorfgemeinschaftshaus untergebracht und seit September 2021 mit neuer museumspädagogischer Konzeption wieder für die Öffentlichkeit zugänglich. Das Museum beherbergt eine der größten Privatsammlungen steinzeitlicher Funde in Baden-Württemberg, die der Kleinheppacher Amateurforscher Eugen Reinhard zusammengetragen hat. Der Schwerpunkt liegt auf der Vor- und Frühgeschichte des vorderen Remstals. Die Funde aus der Altsteinzeit sind der älteste Nachweis von Menschen im Remstal in der Eiszeit. Gezeigt werden außerdem Fundstücke aus der Mittel- und Jungsteinzeit sowie Objekte der keltischen, römischen und alemannischen Kultur. Die große volkskundliche Sammlung mit den vielfältigen Zeugnissen zur Ortsgeschichte des 18. bis 20. Jahrhunderts wird – thematisch ausgewählt – in Sonderausstellungen des Museums gewürdigt. Das Steinzeitmuseum war von 1974 bis 2018 im ehemaligen Rathaus untergebracht, das Anfang 2018 abgerissen wurde. An gleicher Stelle wurde das Dorfgemeinschaftshaus errichtet.

## Schultheiße und Bürgermeister
Die Gemeinde wurde von einer Vielzahl von Schultheißen und Bürgermeister verwaltet. Zuletzt waren es:
- 1834–1841 Karl Liebhard
- 1842–1866 Michael Reinhard
- 1872–1907 Karl Reinhard
- 1907–1932 Karl Ritter
- 1932–1932 Albert Liebhard
- 1932–1944 Hermann Winkle
- 1945–1945 Albert Liebhard
- 1945–1947 Alfred Leikam (kommissarischer Bürgermeister von Korb und Kleinheppach)[12]
- 1948–1966 Jakob Blöchle
- 1966–1971 Rudi Albrecht

## Söhne und Töchter der Gemeinde
- Johann Melchior Jeitter (1757–1842), Forstwissenschaftler
- Johann Wilhelm Mannhardt (1760–1831), Gründer von Hanerau in Holstein